# Kōtoku Satō
Kōtoku Satō (佐藤 幸徳) est né le 5 mars 1893 à Yamagata (Japon) et mort le 26 février 1959, était un lieutenant général de l'armée impériale japonaise durant la guerre soviéto-japonaise et durant la Seconde Guerre mondiale.

## Biographie

### Début de carrière
Sato est né à la préfecture de Yamagata et est diplômé de l'Académie impériale militaire japonaise en 1913 et diplômé du Collège de l'armée de Guerre en 1921.
Comme colonel, il commanda le 75e régiment d'infanterie à la bataille du lac Khassan en 1938. Son régiment a évincé les forces soviétiques de la colline contestée dans un assaut de nuit que les Japonais considéreront comme un modèle du genre tactique.
Au moment de la bataille de Halhin Gol en 1939, Sato est major général, il est à la tête de d'une unité de garnison frontalière dans le secteur 2d sous commandement du général Michitarō Komatsubara.

### Guerre du Pacifique
En tant que lieutenant général, il a été affecté au commandement de la 31e Division lors de son activation en Chine en mars 1943. 
Affectés aux opérations de construction en Thaïlande, la division est transférée en Birmanie au sein de la XVe armée en septembre 1943. 
Le plan japonais d'envahir l'Inde, l'opération U-Go, a été initialement conçu comme une attaque limitée contre l'armée anglaise des Indes afin de perturber les plans des Alliés pour une offensive cette même année. Le commandant de la quinzième armée japonaise, le lieutenant-général Renya Mutaguchi, élargit l'objectif en un plan d'invasion de l'Inde avec l'espoir d'une déstabilisation du contrôle colonial britannique. Les objections des différents états-majors (moyens et logistique insuffisants, terrain très inhospitalier) sont finalement rejetés par le ministre de la Guerre Hideki Tōjō.
Une partie du plan consistait à envoyer la 31e division (composée des 58e, 124e et 138e régiments d'infanterie et du 31e régiment d'artillerie de montagne) pour capturer Kohima et isoler ainsi Imphāl, puis de détruire la gare de triage à Dimapur. Le commandant Sato était mécontent de son rôle, car il n'avait pas été impliqué dans la planification de l'offensive et doutaient sérieusement des chances de succès japonais ; il avait déjà dit à son état-major qu'ils pourraient tous mourir de faim.
L'attaque principale de la bataille d'Imphal faiblit vers le milieu d'avril, et la 31e division reçut l'ordre de se joindre à l'attaque par le nord, alors même qu'elle avait du mal sur son objectif de la bataille de Kohima. Puis des ordres contradictoires de Mutaguchi et de son quartier-général amenèrent Sato à penser que sa situation n'était pas prise en compte. 
À partir de fin avril, soumis à une pression de plus en plus forte des Britanniques qui se renforcent, Sato commence à retirer lentement ses troupes pour conserver leur force, ce qui permet aux Britanniques de sécuriser la crête de Kohima,
Vers le milieu du mois de mai, les troupes de Sato sont affamées. Le 25 mai, il informe le quartier-général de la XVe armée qu'il commencera sa retraite le 1er juin sauf à recevoir du ravitaillement. Finalement, le 31 mai, Sato abandonne les positions au nord de la route, en dépit des ordres de Mutaguchi de tenir ses positions. Pour un commandant de division, se retirer sans ordres ou permission de son supérieur était sans précédent dans l'armée japonaise.
Après avoir ignoré les ordres de l'armée pendant plusieurs semaines, Sato est relevé de son commandement de la 31e division le 7 juillet 1944. Il refuse une invitation de Masakazu Kawabe de se suicider et exige une cour martiale. Mais comme le lieutenant-général Masakazu Kawabe, commandant de l'Armée en Birmanie, les médecins ont déclaré qu'il avait souffert d'une dépression mentale et était inapte à subir son procès le 23 novembre 1944. 
Sato a été rappelé au service actif en 1944, et affecté au siège de la 16e armée, qui est devenu l'armée de la zone nord en 1945.
Après la capitulation du Japon, Sato a consacré ses efforts à aider les survivants de son ancien commandement, et les hommes ont érigé un monument aux morts dans la bataille d'Imphal à Matsuyama et à Shōnai.